# Spilosoma spectabilis
Spilosoma spectabilis is een beervlinder uit de familie van de spinneruilen (Erebidae). De wetenschappelijke naam van de soort is voor het eerst geldig gepubliceerd in 1811 door Tausch.